# 山本節
山本 節（やまもと たかし、1939年10月20日 - 2011年4月8日）は、日本の神話学者。静岡大学名誉教授。

## 略歴
東京生まれ。東京大学文学部卒業。同大学大学院人文科学研究科博士課程満期退学。愛知教育大学教授、白百合女子大学教授、静岡大学人文学部教授。2002年定年退任、名誉教授。
「新しい歴史教科書をつくる会」会員。2008年「異怪と境界 - 形態・象徴・文化」で名古屋大学文学博士。
没後、従四位瑞宝中綬章叙勲。

## 著書
- 『神話の森 - イザナキ・イザナミから羽衣の天女まで』（大修館書店） 1989.4
- 『伝承の宇宙 - 昔話・伝説・噂話にひそむもの』（渓水社） 1992.5
- 『神話の海 - ハリマオ・禅智内供の鼻・消えた新妻』（大修館書店） 1994.6
- 『ハリマオ - マレーの虎、六十年後の真実』（大修館書店） 2002.3
- 『異怪と境界 - 形態・象徴・文化』（岩田書院） 2011.4

## 参考
- http://bookweb.kinokuniya.co.jp/htm/4469232211.html
- http://www.tsukurukai.com/08_simpo/simpo24_report.html